# Чехія на зимових Олімпійських іграх 2018
Чехія на зимових Олімпійських іграх 2018, що проходили з 9 по 25 лютого 2018 у Пхьончхані (Південна Корея), була представлена 93 спортсменами (68 чоловіками та 25 жінками) у 13 видах спорту. Прапороносцем на церемонії відкриття Олімпіади стала сноубордистка Ева Самкова, а на церемонії закриття — гірськолижниця Естер Ледецька.

## Медалісти
| Медалі | Спортсмени        | Вид спорту          | Дисципліна                             | Дата      |
| ------ | ----------------- | ------------------- | -------------------------------------- | --------- |
| Золото | Естер Ледецька    | Гірськолижний спорт | супергігант (жінки)                    | 17 лютого |
| Золото | Естер Ледецька    | Сноубординг         | паралельний гігантський слалом (жінки) | 24 лютого |
| Срібло | Міхал Крчмарж     | Біатлон             | спринт 10 км (чоловіки)                | 11 лютого |
| Срібло | Мартіна Саблікова | Ковзанярський спорт | 5000 метрів (жінки)                    | 16 лютого |
| Бронза | Вероніка Віткова  | Біатлон             | спринт 7,5 км (жінки)                  | 10 лютого |
| Бронза | Ева Самкова       | Сноубординг         | сноубордкрос (жінки)                   | 16 лютого |
| Бронза | Кароліна Ербанова | Ковзанярський спорт | 500 метрів (жінки)                     | 18 лютого |

## Спортсмени
| Вид спорту          | Чоловіки | Жінки | Всього |
| ------------------- | -------- | ----- | ------ |
| Біатлон             | 6        | 5     | 11     |
| Ковзанярський спорт | 0        | 3     | 3      |
| Санний спорт        | 5        | 1     | 6      |
| Фігурне катання     | 3        | 2     | 5      |
| Хокей               | 25       | 0     | 25     |
| Шорт-трек           | 0        | 1     | 1      |
| Усього              | 38       | 13    | 51     |